# Landsmannschaft Pomerania Halle-Aachen
Die Landsmannschaft Pomerania Halle-Aachen ist eine pflichtschlagende, farbentragende Studentenverbindung im Coburger Convent (CC). Mit ihrer Gründung am 9. November 1792 ist sie eine der ältesten deutschen Verbindungen und eine der wenigen, deren Wurzeln bis in das 18. Jahrhundert zurückreicht. Die Landsmannschaft ist heute in Aachen ansässig und vereint aktive und ehemalige Studenten der RWTH Aachen und der FH Aachen als Freundschaftsbund auf Lebenszeit. Die Mitglieder werden „Pommern“ genannt.

## Couleur
Pomerania hat die Farben himmelblau-weiß-schwarz, dazu werden himmelblaue Mützen getragen. Die Füchse tragen das Fuchsenband himmelblau-weiß.

## Geschichte

### Vorgeschichte und Gründungszeit
1694 wurde die Universität Halle – heute Martin-Luther-Universität Halle-Wittenberg – gegründet. Bereits im Jahr 1717 wird in den Universitäts-Annalen von dem Auftreten Pommerscher Studenten mit blauen Schleifen berichtet. Am 9. November 1792 erfolgte schließlich die Gründung eines „Pommerschen Kränzchens“, welches bis heute als Gründungsdatum der Verbindung gilt. In den folgenden Jahren kam es durch die Napoleonische Zeit, die Freiheitskriege etc. zu Verboten, Wiedereröffnungen, einer vorübergehenden Umsiedlung nach Frankfurt (Oder), Beitritte zu anderen Verbindungen und Umwandlung in ein Corps. 

### Wiederbegründung
Am 11. November 1865 wird schließlich die Landsmannschaft Pomerania wiederbegründet. Seit dieser Zeit werden die Farben himmelblau-weiß-schwarz geführt. Vorher wurden die pommerschen Farben himmelblau-weiß oder himmelblau-weiß-rot geführt. Schwarz symbolisiert die Freundschaft und Treue der Mitglieder bis zum Tode. Das „Territorialitätsprinzip“, d. h. das Prinzip, nur Pommersche Studenten aufzunehmen, war bereits 1819 aufgegeben worden. 

### Suspension 1936
Die Verbindung existierte in Halle bis zur durch den Nationalsozialismus bedingten Suspension 1936.

### Fusion nach Aachen
Da die Hallenser Pomerania durch die deutsche Teilung in der Nachkriegszeit keine Möglichkeit hatte, sich in Halle wiederzugründen, beschlossen die Landsmannschaft Pomerania Halle und die weitaus jüngere Ingenieursverbindung Landsmannschaft Pomerania in 1952 die beiden namen- und farbengleichen Bünde die Fusion zur Landsmannschaft Pomerania Halle-Aachen mit Sitz in Aachen.
Die Ingenieursverbindung Landsmannschaft Pomerania war 1920 am Polytechnikum Wismar gegründet worden und 1922 nach Aachen übergesiedelt. Während der NS-Zeit bestand diese als Kameradschaft Wartburg im Rahmen des NS-Studentenbundes weiter.

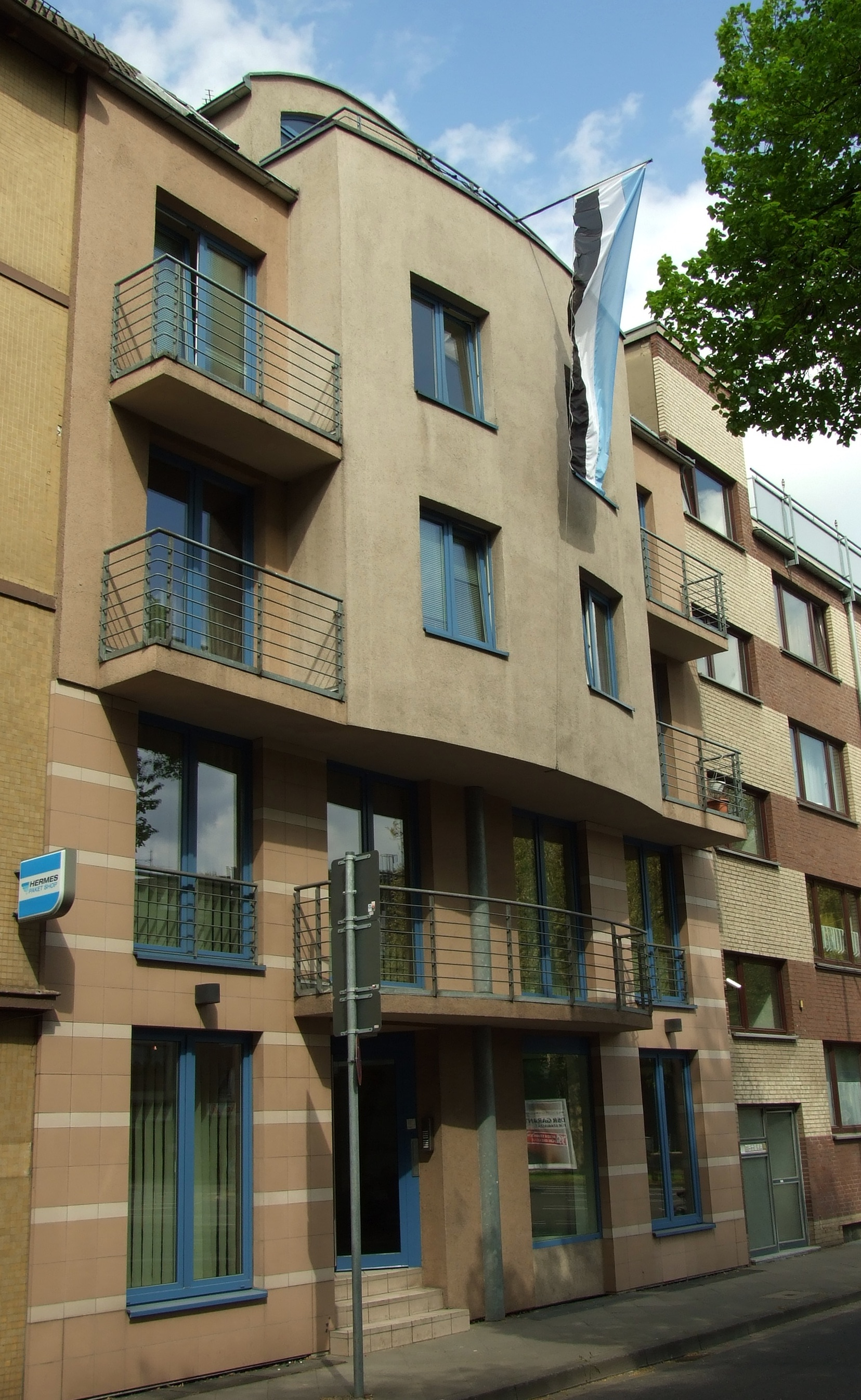
Haus in Aachen

Seit 1961 verfügt die Verbindung über ein eigenes Korporationshaus in Aachen. Im gleichen Jahr war Pomerania Präsidierende des Coburger Convents. Eine Rückkehr nach der Wiedervereinigung nach Halle wurde nach anfänglichen Überlegungen verworfen, da es bei der relativ großen Entfernung der Städte Aachen und Halle sehr schwierig gewesen wäre, an beiden Orten eine Verbindung zu erhalten. 2011 war Pomerania erneut Präsidierende des Coburger Convents.

## Auswärtige Beziehungen
Die Landsmannschaft Pomerania ist seit 1870 Mitglied im Coburger Landsmannschafter Convent (CLC), einem Vorläufer des heutigen Coburger Convents. Mit fünf weiteren Verbindungen innerhalb des Coburger Convents ist sie im Goldenen Kartell freundschaftlich verbunden, darunter seit 1872 besonders eng mit der Landsmannschaft Ghibellinia Tübingen.

## Bekannte Pommern
- Adolph Hofmeister (1849–1904), Historiker
- Theodor Hoppe (1846–1934), Theologe, Pionier der Körperbehindertenfürsorge
- Georg Kükenthal (1864–1955), Theologe und Botaniker
- Max Schlenker (1883–1967), Wirtschaftsführer
- Gerhard Schneider (1904–1988), Verwaltungsjurist, Bürgermeister der Hansestadt Lübeck
- Walter Jurecka (1915–1994), Bauingenieur, Professor für Baumaschinen und Baubetrieb an der RWTH Aachen
- Rudolf Jeschar (1930–2014), Ingenieur, Professor für Industrieofenbau an der TU Clausthal